# Fraunhofer-Einrichtung für Wertstoffkreisläufe und Ressourcenstrategie

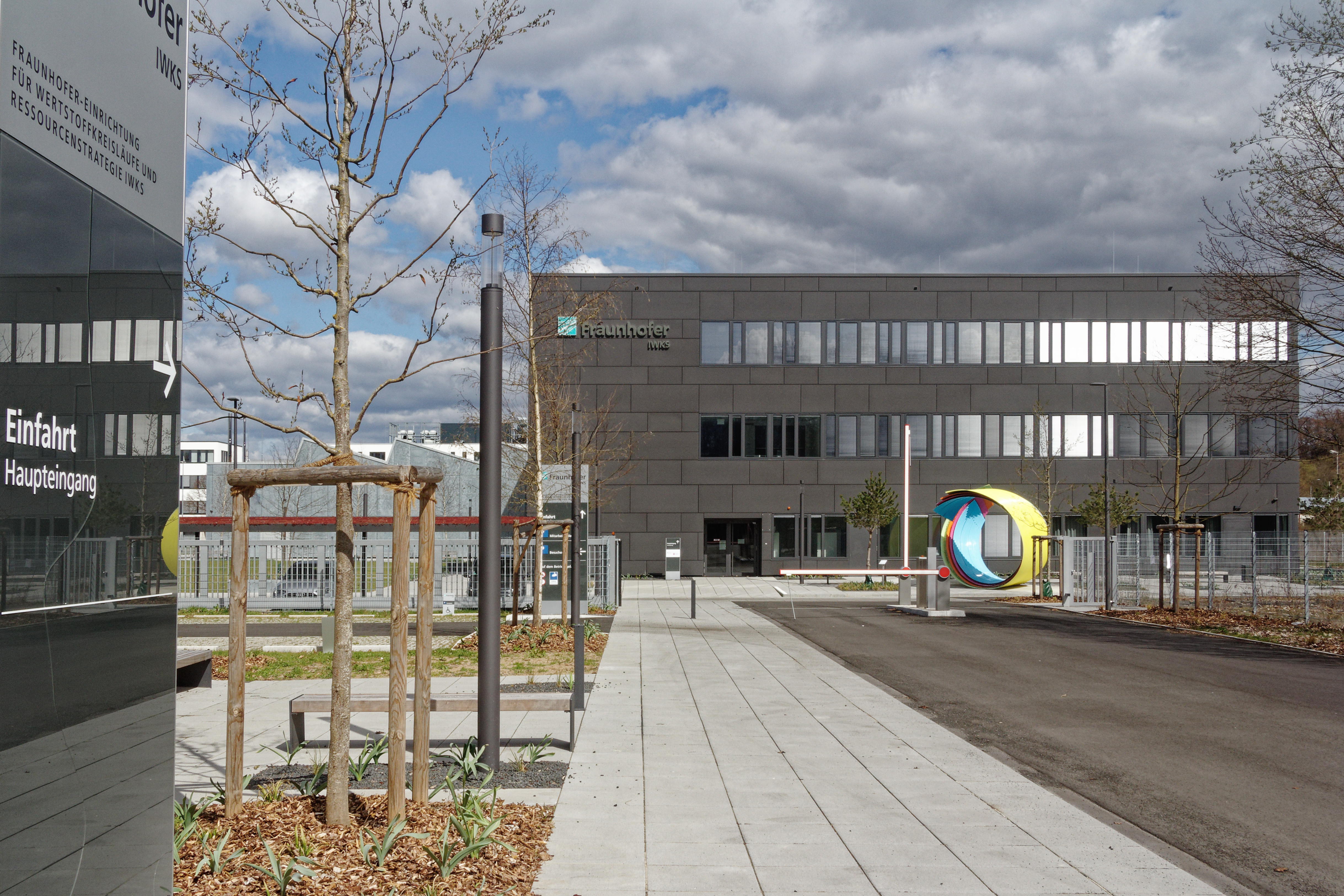
Fraunhofer IWKS in Hanau

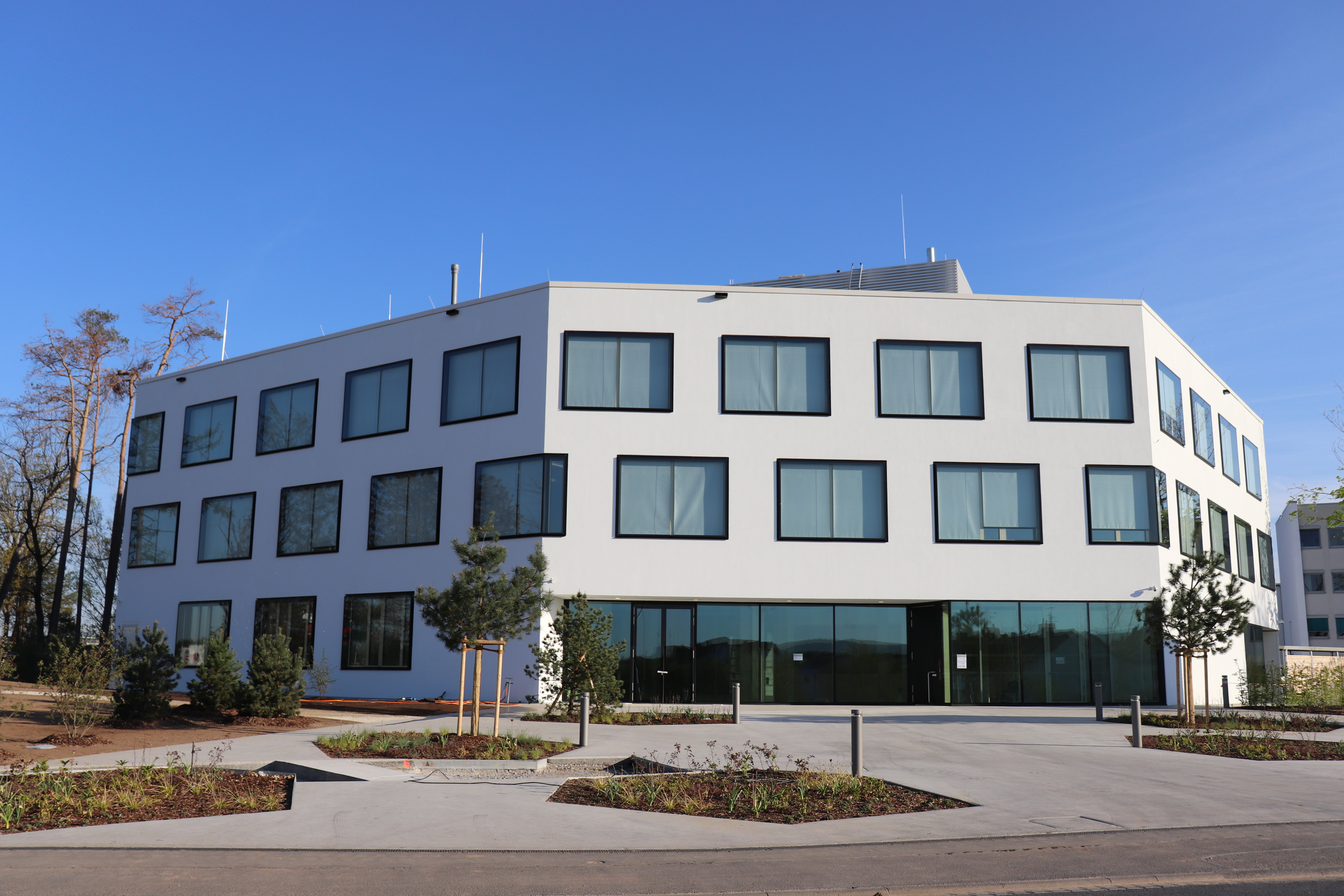
Fraunhofer IWKS in Alzenau

Die Fraunhofer-Einrichtung für Wertstoffkreisläufe und Ressourcenstrategie IWKS (kurz: Fraunhofer IWKS) mit Sitz in Alzenau (Bayern) und Hanau (Hessen) betreibt angewandte Forschung zur Ressourcensicherung. Die Schwerpunkte sind Bioökonomie, Energiematerialien, Digitalisierung der Ressourcen und Magnetwerkstoffe. Die Fraunhofer IWKS ist eine rechtlich nicht selbstständige Einrichtung der Fraunhofer-Gesellschaft.

## Geschichte
Das Fraunhofer IWKS wurde 2011 als Projektgruppe unter dem Dach des Fraunhofer-Instituts für Silicatforschung in Würzburg gegründet. Die Ansiedlung in Alzenau und seit 2012 auch in Hanau trug dem Interesse der Industrie an angewandter Forschung für die Ressourcensicherung Rechnung. Seitdem hat sich die Forschungsgruppe als Dienstleisterin auf dem Gebiet der Ressourcensicherung, Ressourcenstrategie und Wertstoffkreisläufe etabliert. Im Jahr 2015 wurde an der Hochschule Aschaffenburg auf Initiative der Projektgruppe IWKS das Fraunhofer-Anwendungszentrum Ressourceneffizienz (ARess) gegründet. Ein Jahr später war die Projektgruppe maßgeblich an der Gründung der Regionalstelle Alzenau des Ressourceneffizienz-Zentrums Bayern beteiligt. Aufgrund des Wachstums der Projektgruppe wurden in den Jahren 2017 bis 2020 neue Forschungsgebäude in Alzenau und Hanau errichtet. Zum 8. April 2019 übertrug der Vorstand der Fraunhofer-Gesellschaft der Einrichtungsleitung, die Fraunhofer IWKS wie eine selbstständige Einrichtung zu führen. Die Einrichtung hat über 100 Mitarbeitende. Ziel ist die Gründung eines vollwertigen Fraunhofer-Instituts.
Am 1. September 2023 nahm Peter Dold seine Tätigkeit als Leitung des heutigen Fraunhofer IWKS auf. Zuvor leitete er über ein Jahrzehnt das Fraunhofer CSP. Sein Fachgebiet umfasst die Herstellung, Kristallisation und Bearbeitung von Halbleitermaterialien und Keramikwerkstoffen, das Recycling von Materialien aus dem Bereich der Erneuerbaren Energie, sowie Stofftrennung und -analyse. Sein Fokus am Fraunhofer IWKS wird die Rückgewinnung, Aufbereitung und Wiederverwertung von anorganischen und organischen Wertstoffen beinhalten. Hier werden mechanische, thermische und chemische Aufbereitungsmethoden im Mittelpunkt stehen.
Mit der Gründung des Zentrums für Demontage und Recycling für Elektromobilität – kurz ZDR-EMIL – im April 2020 wurde der Grundstein für weitere Forschung im Bereich automatisierte und flexible Demontage- und Recyclingprozesse für alle Komponenten aus Elektrofahrzeugen gelegt.
Im April 2021 ging das Wasserstoff-Leistungszentrum „GreenMat4HH2 - Green Materials for Hydrogen“ in Hessen an den Start. Hierbei handelt es sich um eine Standort- und themenspezifische Kooperation von Fraunhofer LBF und IWKS mit Universitäten (z. B. TU Darmstadt), Hochschulen für angewandte Wissenschaft (HAW) und außeruniversitären Forschungseinrichtungen (AUF) sowie mit der Industrie mit dem Ziel, die Forschung für nachhaltige Materiallösungen für die Wasserstoffökonomie zu bündeln.
Neben der Erforschung und Entwicklung von „grünen“ Werkstoffen und Technologien zur sicheren Herstellung, Speicherung, Transport und Nutzung von Wasserstoff gehören zu den weiteren Forschungs- und Arbeitsschwerpunkten die Entwicklung und Untersuchung nachhaltiger Materialien für Wasserstofftechnologien, die Entwicklung skalierbarer Prozesstechnologien sowie die Überführung der Werkstoffe in Anwendungen für eine nachhaltige Mobilität und damit eine Umstellung bestehender Strukturen auf Wasserstoffanwendungen.

## Forschungs- und Arbeitsschwerpunkte

### Bioökonomie
Die Schwerpunkte im Bereich biobasierte Rohstoffe umfassen die Entwicklung von Verfahren zur Rohstoffgewinnung aus Nebenprodukten der Lebensmittel-, Kosmetik- und Pharmaindustrie, biobasierten Haftvermittlern zwischen Faser und Matrix in Bioverbundwerkstoffen und biodegradierbaren Beschichtungen für Düngemittel mit kontrollierter Nährstoffabgabe. In der Nährstoffrückgewinnung liegen die Schwerpunkte in der Entwicklung von Strategien und Technologien für eine effiziente Rückgewinnung von Nährstoffen, organischer Substanz und die Beseitigung von Schadstoffen aus Flüssigmedien.

### Energiematerialien
Die Fraunhofer IWKS forscht auch an der Verbesserung von Recyclingprozessen, effizienteren Produktionsverfahren und nachhaltigen Materialien zur Energieumwandlung, -speicherung und -einsparung. Dazu entwickeln die Forscher effiziente Verfahren zur Rückgewinnung kritischer Materialien aus Batterien, Brennstoffzellen, Solarmodulen und Beleuchtung sowie Lösungen zur Substitution herkömmlicher Materialien.

### Digitalisierung der Ressourcen
Bei der Digitalisierung der Ressourcen geht es um Stoffstrom-, Abfall- und Ressourcenmanagementkonzepte auf allen Ebenen, vom einzelnen Unternehmen bis zum, nationalen oder globalen Maßstab. Die systematische Analyse von Prozessen, Stoffströmen sowie Zusammenhängen und Wechselwirkungen bietet die Grundlage dafür. Dabei arbeiten die Forschenden u. a. mit digitaler Modellierung, um Prozesse zu optimieren, Verwertungskonzepte und Ökobilanzierungen zu erstellen sowie Lebenszykluskosten zu ermitteln.

### Magnetwerkstoffe
Die Fraunhofer IWKS entwickelt Recyclingstrategien und -technologien für End-of-Life-Magnete und Produktionsabfälle aus der Magnetherstellung. Darüber hinaus beschäftigen sich die Forscher mit der Substitution kritischer Elemente (insbesondere Seltener Erden) in Hochleistungs-Permanentmagneten, wie sie beispielsweise in der Automobilindustrie und für erneuerbare Energien (Windkraftanlagen) eingesetzt werden.

## Ausstattung
Die Fraunhofer IWKS verfügt an beiden Standorten über Laboreinrichtungen sowie Anlagen im Technikumsmaßstab für Analytik, Werkstofftechnologie sowie Funktions- und Sekundärwertstoffe:
- Lokalanalytik: Mikroskopie inkl. Rasterelektronenmikroskopie, Focused Ion Beam und Nanoanalytik 3DAP
- Instrumentelle chemische Analytik
- Biologische Verfahren zur Anreicherung von kritischen Metallen (z. B. Bioleaching und mechanochemisches Leaching)
- Pilotanlage für Extraktions- und Fällungsverfahren
- Innovative Separationsverfahren für komplexe Verbunde wie z. B. die elektrohydraulische Zerkleinerung
- Modulare Sortieranlage im Pilotmaßstab zur gezielten Anreicherung von Wertstoffen in bestimmten Fraktionen bzw. die Ausschleusung von Schadstoffen
- Abtrennung und Aufreinigung von Wertstoffen mittels Gasphasentransportreaktion
- Pilotlinie zur Herstellung und für das Recycling von Neodym-Eisen-Bor-Permanentmagneten
- Wasserstrahlschneider zur Auftrennung von beispielsweise Batteriemodulen oder Motoren
- Vierwellenzerkleinerer
- Verdüsungsanlage

## Auszug aktueller Forschungsprojekte
- K3I-Cycling - KI gestützte Optimierung der Kreislaufführung von Kunststoffverpackungen
- Orchester - Digitales Ökosystem für eine widerstandsfähige und nachhaltige Versorgung mit funktionssicheren Materialien
- Free4LIB - Feasible REcovery of critical raw materials through a new circular Ecosystem FOR a Li-Ion Battery cross-value chain in Europe
- SPRINT - Optimierung von nachhaltigen, technisch-wirtschaftlich tragfähigen und sicheren Quasi-Festkörper-Natrium-Ionen-Batterien
- RePoSe - Real-Time Power Supply for eFuels
- MaRS - Magnete mit reduziertem Gehalt an kritischen Materialien durch Recycling und Substitution
- Attract-Gruppe „green²ICT“ - Nachhaltige Materialien für Informationstechnologien aus Sekundärrohstoffen

## Auszug vergangener Forschungsprojekte
- BReCycle - nachhaltiges Verfahren zur Aufbereitung von Brennstoffzellen
- Embraced - Von der Babywindel zum Rohstoff
- FUNMAG - Funktionelles Magnetrecycling für eine nachhaltige E-Mobilität
- GreenMat4H2 – Green Materials for Hydrogen
- HOMAG - Hochleistungsmagnetmaterialien auf Basis von SmCo und CoFe für hocheffiziente elektrische Automobilantriebe und Flugzeugmotoren
- IRVE – Innovative Recycling Verfahren für Elektroschrott
- MaNiTU - Materialien für nachhaltige Tandemsolarzellen mit höchster Umwandlungseffizienz
- Waste4Future - neue Wege für Kunststoffrecycling
- ZDR-EMIL - Zentrum für Demontage und Recycling für Elektromobilität